# Kuno von Moltke
El conde Kuno von Moltke (Neustrelitz, 13 de diciembre de 1847-Breslavia, 19 de marzo de 1923) fue un teniente general alemán, ayudante del emperador Guillermo II de Alemania y comandante de la ciudad de Berlín. 
Descendiente de la antigua familia aristocrática Moltke de Mecklemburgo, Kuno von Moltke pertenecía al círculo íntimo de Guillermo II, conocido como Círculo de Liebenberg, que ejercía una gran influencia en el emperador.
Para el publicista Maximilian Harden, el hecho de que Guillermo II, bajo influencia del Círculo, no hubiera estado dispuesto a entrar en guerra con Francia en la Primera crisis de Marruecos, fue la chispa que le llevó a denunciar a los miembros del Círculo por homosexualidad. 
Moltke pertenecía a los que, dentro del llamado escándalo Harden-Eulenburg, fue acusado de actos que iban en contra del párrafo 175 del código penal alemán, que prohibía la sodomía y otros actos homosexuales.

## Literatura
- Isabel Hull, The entourage of Kaiser Wilhelm II, Cambridge 1982.
- John Röhl, Des Kaisers bester Freund, in: Kaiser, Hof und Staat. Wilhelm II. und die deutsche Politik, München ³1988, S. 35–77, v.a. 64 ff.
- Nicolaus Sombart, Wilhelm II. Sündenbock und Herr der Mitte, Berlín 1996.
- Olaf Jessen: Die Moltkes. Biographie einer Familie, C. H. Beck, München 2010, ISBN 978-3-406-604997

- Datos: Q66400
- Multimedia: Kuno von Moltke / Q66400